# Les Masies de Sant Miquel
L'àrea arqueològica de les Masies de Sant Miquel, a Banyeres del Penedès (Baix Penedès), declarada Bé cultural d'interès local en la categoria de Zona arqueològica, està situada en el raval d'aquest nom i ocupa, segons els resultats de les prospeccions i les diverses campanyes arqueològiques realitzades, una extensió considerable.

## Història de Banyeres del Penedès
El primer document que menciona el municipi data del de l'any 938, es tracta d'una confirmació de les possessions del Monestir de Sant Cugat del Vallès el qual estava a càrrec del rei Lluís IV, dit d'Ultramar.
Alguns anys més tard, al 986, l'anomenada torre de la Guàrdia de Banyeres, les restes de la qual es troben al cim del Puig, amb una altitud de 172 metres s.n.m., i serà esmentada en documents posteriors referents als drets del mateix Monestir de Sant Cugat del Vallès al 1002 i al 1007.

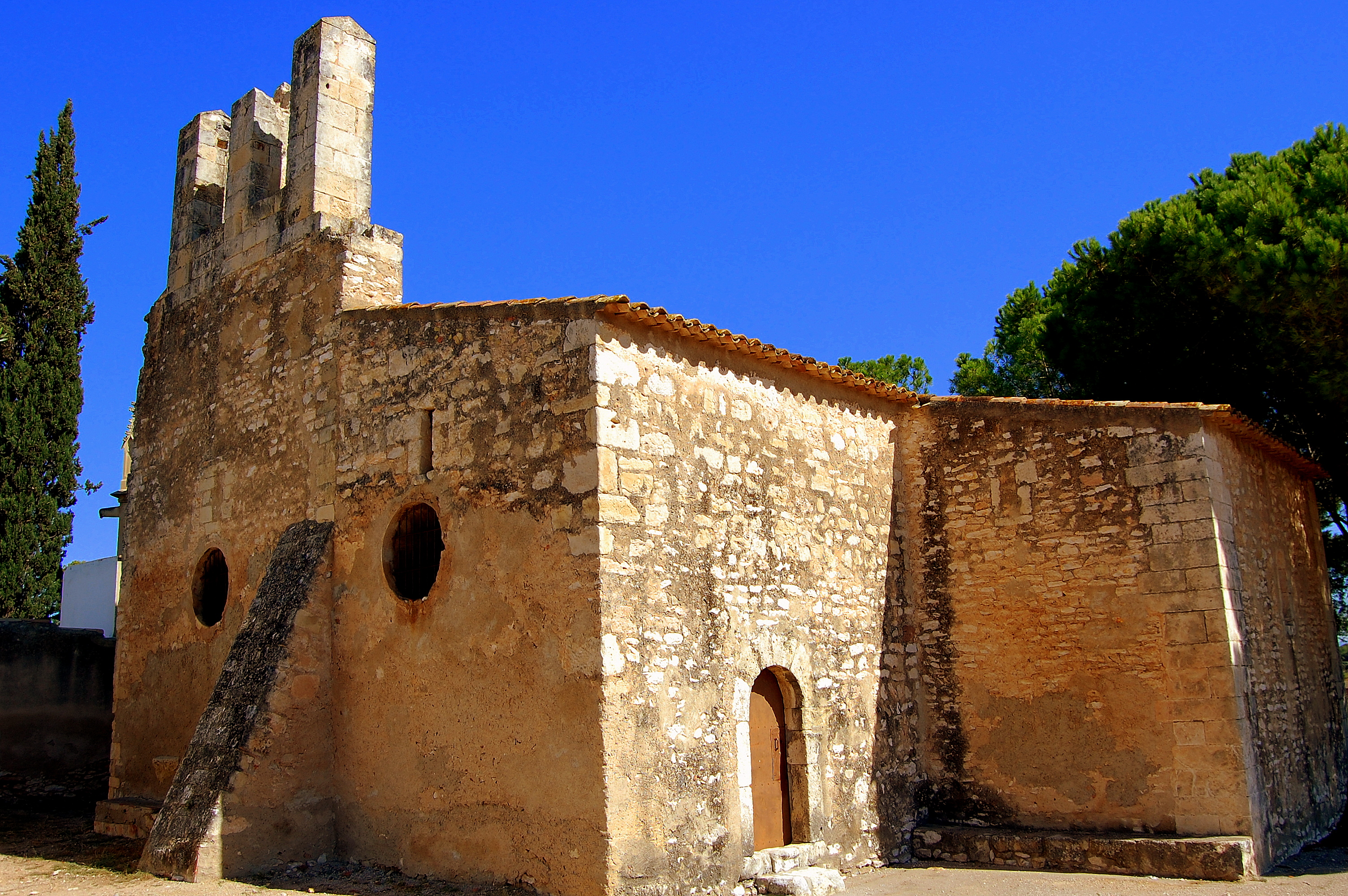
Ermita (ara església) de Santa Maria del Priorat de Banyeres

No serà fins al 1574, s. XVI, quan es menciona el Priorat de Banyeres, no obstant serà en qualitat de monestir. Actualment, d'aquest monestir només es conserva l'abans anomenada l'ermita romànica de Santa Maria del Priorat de Banyeres (ara església), situada al costat del cementiri i inclosa a l'Inventari del Patrimoni Arquitectònic de Catalunya.
L'any 1960 es va descobrir la necròpolis de Can Canyís, les restes de la qual daten dels segles VI-V Abans de Crist i estan exposades a la Casa Museu Àngel Guimerà al municipi del Vendrell.
Al 1998 es va descobrir al voltant de l'Ermita de Sant Miquel un jaciment ibèric del segle III Després de Crist les restes del qual estan provisionalment exposades al Museu Josep Cañas al municipi de Banyeres del Penedès.
Finalment, cal mencionar les restes sense excavar d'una vil·la romana.
Podríem dir, doncs, que el patrimoni de Banyeres del Penedès és un testimoni excepcional de la rica història de la regió ja que des de l'època ibèrica fins als nostres dies, aquest indret ha estat testimoni dels canvis i les evolucions que han tingut lloc al llarg dels segles.

## Jaciments
L'arqueologia ha jugat un paper crucial en la comprensió i la preservació d'aquesta zona. Les excavacions i estudis realitzats han permès reconstruir el teixit social i cultural d'aquest lloc, aportant claredat sobre els processos històrics i els canvis que van tenir lloc al llarg del temps. Des de les restes d'assentaments ibèrics fins als vestigis romans i medievals, les Masies de Sant Miquel són un tresor arqueològic que ofereix una visió completa de l'evolució de la vida humana en aquesta regió. Una de les característiques més remarcables d'aquesta zona és la seva diversitat arquitectònica. Les estructures conservades mostren una varietat d'estils i tècniques constructives que reflecteixen les diferents èpoques i cultures que van deixar la seva empremta en aquest territori.
Una de les característiques més remarcables d'aquesta zona és la seva diversitat arquitectònica. Les estructures conservades mostren una varietat d'estils i tècniques constructives que reflecteixen les diferents èpoques i cultures que van deixar la seva empremta en aquest territori. Des dels jaciments ibèrics amb les seves cases circulars fins als vestigis de les vil·les romanes amb les seves termes i mosaics, les Masies de Sant Miquel són un microcosmos de la història arquitectònica de la regió.
A més de les estructures físiques, les troballes arqueològiques com ceràmica, eines, artefactes i restes humanes proporcionen informació vital sobre la vida quotidiana i les activitats econòmiques de les comunitats que van habitar aquestes terres. Així, es pot reconstruir el sistema agrícola, els rituals religiosos, el comerç i altres aspectes de la vida antiga a través dels objectes i materials recuperats durant les excavacions.
En aquesta àrea es localitzen tres jaciments arqueològics rellevants: 
- La ciutat ibèrica de les Masies de Sant Miquel.

Històricament parlant, el jaciment pertany al territori cossetà, un territori d’uns dos mil sis-cents quilòmetres quadrats que limitava, al nord-est amb la tribu dels laietans i els lacetans, l’actual massís del Garraf i el riu Anoia, al sud amb la tribu dels ilercavons, l’actual Balaguer, i a l’oest amb la tribu dels ilergets, l’actual zona del Montblanc. És a dir, que s'estenia per les actuals comarques de Tarragona, Penedès i Garraf i tindria un relleu muntanyós al nord i planer al sud.
El territori en època ibèrica s'organitza a través d’una jerarquia, amb una capital a Kesse, l’actual Tarragona, que tenen clarament un caràcter urbà, una gran superfície i normalment en un lloc de control i força ben comunicat, d’aquesta manera vertebren tota l’estructura política, social i econòmica del territori. Les ciutats que compleixen els requisits anteriors, però tenen una superfície d’entre dues i quatre hectàrees es consideren jaciments o ciutats de segon ordre, és en aquesta categoria on entra la ciutat de les Masies de Sant Miquel juntament amb el Vilar de Valls a Valls.
Per sota de les ciutats de segon ordre hi hauria alguns oppidas o habitats fortificats que tenen les mateixes característiques que els jaciments anteriors, però en mida encara més reduïda, com Olèrdola o el Puig del Cocodril a Subirats que tenen unes superfícies que no superen els tres mil metres quadrats. Finalment, tenim els centres especialitzats com ara centres portuaris, com la Ciutadella de Calafell, a Calafell, o la Mota de Sant Pere, a Cubelles; i centres producció, com Hortes de Cal Pons a Pontons i Font dels Igols a La Llacuna o Darró a Vilanova i la Geltrú.
Des del 2018 que aquest jaciment està dins del projecte CAUCIS (Caracterización de los asentamientos urbanos en las áreas costeras de la Iberia septentrional (siglos VI-III a. C.), finançada pel Ministeri de Ciència, Innovació i Universitats. Però molt abans d'aquest fet, ja s'havien realitzat sobre els terrenys tota una sèrie de treballs per part d'altres investigadors que va fer saltar les alarmes. Tot això va fer que molts arqueòlegs tinguessin constància de la possible existència d'un jaciment ibèric de dimensions considerables. I és que els treballs arqueològics realitzats en aquest jaciment des de 2018, com ara un estudi amb georadar, un mètode no invasiu, van proporcionar, de manera aproximada, les dimensions del jaciment (unes quatre hectàrees i mitja) i una visió detallada de l'organització urbana i social de la ciutat ibèrica de les Masies de Sant Miquel. La presència de diverses estructures arquitectòniques, que després de les diverses campanyes d'excavació s'ha vist que tenen un molt bon estat de conservació amb una potència màxima d'entre tres metres i mig i quatre metres, com murs de contenció, habitatges, magatzems, i poderosos elements defensius com les muralles de possible influència cartaginesa, han revelat una organització urbana complexa i planificada.
El disseny urbanístic de la ciutat reflecteix la seva importància estratègica com a centre de poder i control territorial. Les seves muralles, construïdes amb tècniques de maçoneria i pedra local, i, com s'ha dit abans, amb una possible però important influència cartaginesa, són testimonis de la voluntat de protegir els seus habitants i els seus béns dels possibles atacs externs. Tal com està construïda aquesta muralla, amb algunes compartimentacions, es podria dir que en alguns trams podrien haver suportat un segon pis i estat dotada de maquinària de guerra. En l'àmbit social, s'ha pogut identificar una estructura jeràrquica basada en diferents estrats socials a causa del descobriment de grans edificis públics com els temples i els palaus, juntament amb la presència de petits habitatges, suggereix una clara diferenciació entre la classe dirigent i la població comuna.
D'altra banda, les evidències arqueològiques relacionades amb l'economia de la ciutat ibèrica de les Masies de Sant Miquel revelen una activitat econòmica diversificada i pròspera. Els jaciments han proporcionat restes de ceràmica, eines agrícoles, restes vegetals i animals, que indiquen una economia basada principalment en l'agricultura, la ramaderia i el comerç.
La importància dels recursos naturals com l'aigua i la terra fèrtil en l'entorn de la ciutat és evident, ja que proporcionaven els elements bàsics per al desenvolupament de l'agricultura i la subsistència de la població. Així mateix, la presència de monedes i altres artefactes indicia una activitat comercial activa amb altres comunitats ibèriques de la regió i, possiblement, amb regions més llunyanes.
Des d'un punt de vista cultural, la ciutat ibèrica de les Masies de Sant Miquel ha proporcionat una gran quantitat d'informació sobre les creences, les pràctiques religioses i les manifestacions artístiques de la civilització ibèrica. El descobriment de ceràmica decorada, elements cerimonials i altres objectes de culte suggereixen la presència d'un ric panteó de deïtats i pràctiques rituals que formaven part integral de la vida quotidiana de la comunitat.
Actualment, hi ha excavades 3 cases (CAO-1, CAO-3 i CAO-5), una part del carrer i una part de la muralla. Cada casa ha resultat ser un espai totalment diferent, en la primera van aparèixer nombrosos fragments corresponents a 43 àmfores ibèriques, fet que va fer pensar als investigadors que es tractava d'un magatzem, no obstant això, just davant d'aquesta, però en nivells inferiors va aparèixer un forn que, possiblement, era per a ús domèstic. En la segona casa van aparèixer dues piques de pedra, de mides diferents, amb llavors de vitis mineralitzades, aquestes troballes van fer pensar que es podria tractar d'un espai dedicat a la producció de vi. Finalment, i pel que fa al material recuperat de la tercera casa, aquest encara es troba en procés d'estudi. Les tres cases compten amb fins a tres nivells d'ús diferents, detectats gràcies a les llars de foc i les ofrenes presents en cada un dells, que els investigadors han pogut determinar que datarien dels segles cinc, quatre i tres abans de Crist.
En el tram excavat de muralla no va aparèixer en cap nivell estratigràfic material ceràmic d'interès, no obstant això, en el carrer sí que hi ha hagut nombroses troballes notables com ara, dues pavimentacions, probablement una sigui del segle quart i l'altre del segle tercer, i unes monedes les quals encara estan sent estudiades.
- La necròpolis de Can Canyís.[7]

La necròpolis de Can Canyís és un important jaciment arqueològic que ofereix una visió única de les pràctiques funeràries i la vida quotidiana en èpoques antigues. En termes cronològics, la necròpolis va estar en ús des del 600-580 abans de Crist fins al 500-475 abans de Crist, amb diferents fases d'activitat durant aquest període, i representa un testimoni excepcional de la cultura funerària de les comunitats ibèriques que habitaven la regió.
Els estudis arqueològics realitzats en la necròpolis de Can Canyís han proporcionat una gran quantitat de dades i informació sobre les tècniques d'inhumació, els rituals funeraris i la estructura social de les comunitats antigues. La presència de diverses tombes i sepultures, així com els objectes funeraris trobats en elles, revelen una gran diversitat de pràctiques funeràries i creences religioses. Les tombes de la necròpolis es presenten en diverses formes i tipologies, incloent tombes de cista, fosses simples i sepultures amb revestiments de pedra. Aquesta diversitat reflecteix la complexitat de les creences i pràctiques funeràries de les comunitats ibèriques, així com les seves condicions socials i econòmiques.
El descobriment d'objectes funeraris com ceràmica, joies, armes i altres artefactes proporciona informació valuosa sobre la vida quotidiana i les activitats econòmiques de les persones enterrades en aquesta necròpolis. Pel que fa al material funerari trobat, entre tot el conjunt, destaquen les urnes d'orelletes, que constitueixen els exemplars més ben documentats. Aquest tipus d'urnes ceràmiques es troben àmpliament distribuïdes en diverses necròpolis ibèriques de la regió. Una observació rellevant és la presència d'un tipus de torn lent en la ceràmica a torn, el qual mostra paral·lels amb produccions fenícies més que no pas ibèriques. Aquesta troballa apunta a una influència externa en la producció ceràmica de la regió en aquell període.
Pel que fa als materials metàl·lics, destaquen les sivelles, amb un total de deu exemplars i tres fragments, que presenten una decoració variada amb incisions i puntejats. També es van trobar fíbules, cadenetes i altres objectes, els quals revelen aspectes de l'ornamentació personal i de la cultura material de l'època. També s'han trobat amulets egipcis de faiença, com els escarabeus i escaraboids, la seva presència, juntament amb inscripcions jeroglífiques, apunta a connexions comercials amb el món egipci, especialment a través del comerç fenici.
Per acabar i pel que fa als rituals funeraris, es va observar una pràctica de cremació secundària, amb evidències d'un possible procés de neteja dels ossos abans de ser dipositats a les urnes. La inutilització de l'armament també es va registrar, suggerint la seva importància simbòlica en el ritual.
Aquestes troballes indiquen una economia basada principalment en l'agricultura, la ramaderia i el comerç, i revelen la importància dels recursos naturals de la regió en la subsistència de les comunitats. A més de les troballes materials, l'estudi dels patrons d'enterrament i la disposició espacial de les tombes ofereixen indicis sobre l'estructura social i la jerarquia de les comunitats antigues. La ubicació de les tombes dins de la necròpolis, així com la presència de sepultures més elaborades, suggereix una clara diferenciació entre els diferents estrats socials de la societat ibèrica.
Des d'un punt de vista científic, la necròpolis de Can Canyís és un lloc d'interès excepcional per als arqueòlegs i els investigadors, ja que proporciona una finestra única cap a les pràctiques culturals i socials de les comunitats antigues. Els estudis arqueològics continuen aportant noves dades i perspectives sobre la vida i la mort en èpoques antigues, ajudant-nos a comprendre millor la complexitat i la diversitat de les civilitzacions passades. Així, la preservació i la investigació d'aquest jaciment són essencials per a la comprensió de la història i la cultura de la regió del Penedès.